# Стародавня п'явка
Стародавня п'явка або Акантобделла (Acanthobdella) — єдиний рід п'явок підродини Acanthobdellinae родини Acanthobdellidae ряду Стародавні п'явки. Має 2 види.

## Опис
Довжина зазвичай не перевищує 30 мм, товщина — 3 мм. Рот являє присоску, яка різниться за видами. Тулуб складається з 25 сомітів (постуральних сегментів). Перші 5 сегментів мають щетинки, по 2 пар на кожному сегменті. Вони використовуються для переміщення та з'єднання з тілом жертви.
Колір тіла сірий із слабким м'ясо-червоним відтінком. Часто на тілі помітні темні поперечні смужки.

## Спосіб життя
Паразитує на різних лососевих риб, а також на харіуса і харчується не тільки кров'ю, але і розм'якшеними зовнішніми тканинами господарів і, отже, ще не є спеціалізованим кровососом. На кожній рибі зазвичай мешкає кілька акантобделл, які завдають істотної шкоди своєму господареві. Вони з'являються на рибах пізньої весни або на початку літа, коли вага їх дорівнює всього 5—10 мг.
У листопаді-грудні досягають статевої зрілості. В цей час залишають господарів і розмножуються в неглибоких місцинах, зарослих підводною рослинністю.
Цих п'явок вдавалося утримувати деякий час в акваріумах.
Тривалість життя становить близько 1 року.

## Поширення
Зустрічаються від Норвегії до Камчатки, а також на Алясці.

## Види
- Acanthobdella peledina
- Acanthobdella livanowi